# Estetización de la política
El término estetización de la política comenzó a utilizarse en el pensamiento filosófico a mediados del siglo XX para caracterizar ciertos acontecimientos y efectos en la articulación de la política, la estética, la tecnología y los procesos de individuación. Walter Benjamin acuñó el término como una descripción crítica y, posteriormente, fue reutilizado por Jacques Rancière.

## Historia conceptual del término
Walter Benjamin fue el primero en hacer uso del término estetización de la política en su texto La obra de arte en la época de su reproductibilidad técnica. El término se formó cuando el pensador alemán, describe la constelación histórica que constituye el pensamiento estético contemporáneo en el que se encuentra viviendo, como una perspectiva de análisis cultural de la experiencia. En este caso, los análisis literarios y culturales del romanticismo, los mecanismos y las fuerzas productivas en el capitalismo de comienzos del siglo XX, una incipiente cultura de masas, la discusión con la teoría de la enajenación marxista, una teoría de la cultura, y una teoría de la revolución. Por otra parte, también hará una genealogía de la estética, surgida en el siglo XVIII con los románticos. Aunque dicho discurso o teoría sobre esta no estuviera formado todavía del todo, pero que el pensador hace llegar a las teorías de las pasiones del siglo XVI y XVII e incluso a los discursos griegos sobre las pasiones. Con esto, Benjamin extrae un arsenal conceptual del que hará un uso político y cultural, en términos de un análisis de configuraciones de las sensibilidades de los cuerpos en los individuos.
Jacques Rancière toma críticamente el término estetización de la política de Benjamin, con el objetivo de formular una nueva visión de lo político en relación con la configuración estética de cuerpos, sensibilidades y subjetividades. Utiliza la expresión estéticas políticas introduciendo matices debido a los problemas teóricos a los que se enfrenta: teoría de la ideología, teorías de la individuación, cuestión de la caída del arte moderno, teoría de la emancipación, filosofía de la historia, teoría de los regímenes sensibles, teoría del estado y del poder.

## Condiciones históricas del concepto

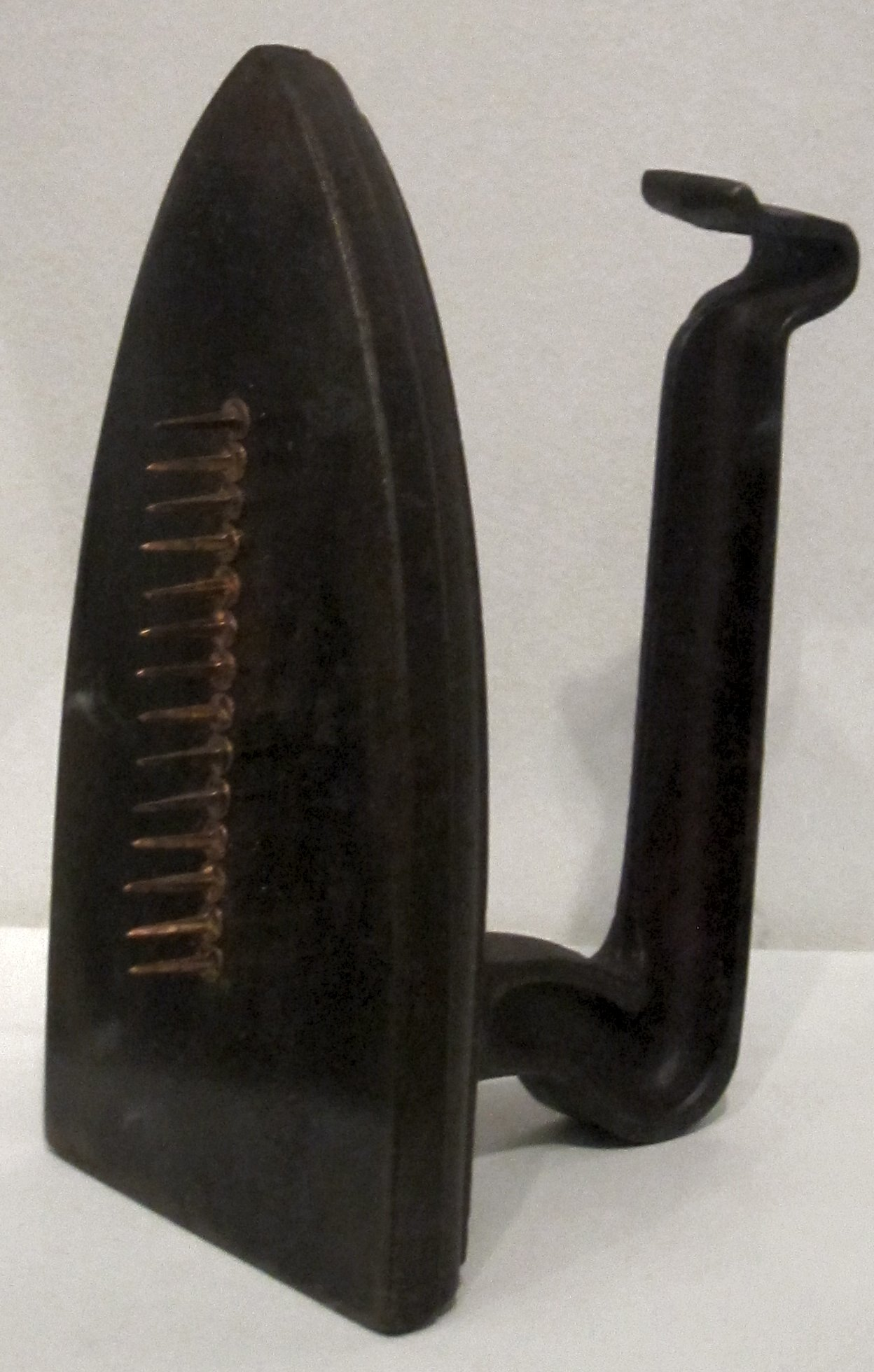
Cadeau- Man Ray. Obra dadaísta del año 1921.

El año 1936 es cuando Walter Benjamin concibe La obra de arte en la época de su reproductibilidad técnica, donde podemos encontrarnos por vez primera el término estetización de la política. Durante la década de 1930 surgió lo que se denomina la Gran Depresión, una crisis económica mundial que empezó en el año 1929. Tal crisis, como toda crisis capitalista, golpeó duramente a los obreros. Ejemplo de esto es el sistema teórico de distribución Tayloriano del trabajo en cadena adoptado en las fábricas. Además, durante este periodo de tiempo acontece el surgimiento de la Alemania nazi y se gestan los antecedentes hacia la Segunda Guerra Mundial.

### Vanguardias
El fenómeno revolucionario de la historia del arte que se desarrolló a principios del siglo XX, que fue decisivo para la estética y para nuestra actual concepción de arte, es la irrupción de los movimientos de vanguardia. Éstos rompían con los paradigmas establecidos, criticando los principios artísticos que habían regido el umbral del arte tradicional, tanto en lo que respecta a la práctica de los artistas como a las formulaciones teóricas. Las guerras que se llevaron a cabo durante el siglo XX y la emergencia de las vanguardias artísticas, así como la introducción de alteraciones en la cultura y su impacto en las formas de individuación, fueron factores fundamentales para que el concepto de estetización de la política surgiera en la discusión filosófica. La herencia de las vanguardias sirvió para teorizar acerca del carácter político que tomaría el arte, además de una crítica general a las concepciones tradicionales del arte.
Benjamin atribuyó a las vanguardias gestos revolucionarios en los que se puede ver una posibilidad de cambio en las relaciones entre los medios de producción y la esfera social. El discurso estético deja de pertenecer solo al mundo burgués y se convierte en lucha política. Así, Benjamin observó en las vanguardias signos de una participación colectiva y crítica con respecto a mecanismos de apropiación de producción de la experiencia. En estrecha relación con un cierto discurso marxista, Benjamin no pasó por alto la importancia que tienen los medios de producción de su época, por lo que, siguiendo el espíritu vanguardista del arte, reclamó a los pensadores una transformación de estos, además de una urgencia por modificarlos en favor de un movimiento revolucionario.[cita requerida]

Lo que debemos exigir del fotógrafo es la posibilidad de dar a su placa una leyenda capaz de sustraerla del consumo de moda y de conferirle un valor revolucionario.
 El Autor como productor

Aunque Benjamin no cita específicamente obras vanguardistas, elaboró conceptualmente muchos de los gestos dadaístas. Artistas como Bretón, Duchamp, Picabia, Tzara son ejemplos de artistas que tomaron una participación política y que constantemente hicieron crítica a los proyectos de lo que llamamos, por comodidad, modernidad -e incluso a sucesos de su contemporaneidad, como Duchamp justificando su Fuente en la revista Blindman por el escándalo que provocó. En el caso del cine también hubo respuesta, pues en Tiempos Modernos Chaplin participa de esta crítica.

Al autor que haya meditado sobre las condiciones de la producción actual nada le será más ajeno que esperar o incluso desear obras de este tipo
El autor como productor

Rancière se ubica en la segunda mitad del siglo XX, cuando el arte contemporáneo se ha adherido totalmente al mercado de masas. El arte contemporáneo se caracteriza por ser un arte no excluyente, este arte no se identifica bajo un solo estilo, más bien mezcla varias técnicas y estilos en una misma obra, además se inscribe en un mundo de referencias tanto históricas como sociales: trabaja con toda la herencia histórica, para asignarle significación o identidades frescas. Rancière se suma a los autores que han intentado teorizar sobre las transiciones históricas del arte moderno. En este autor se encuentran reflexiones respecto a la noción histórica de posmodernidad[cita requerida] caracterizada por movimientos artísticos –como el pop art o los performance-, noción que no designa ni una época, ni forma de arte, ni forma de pensamiento, sino que juega un papel polémico y crítico en los modelos artísticos del modernismo postulados o por la Escuela de Frankfurt o por Clement Greenberg; a su vez la idea de un modernismo es imaginaria, pues las ideas que entraña son anteriores al propio movimiento modernista.

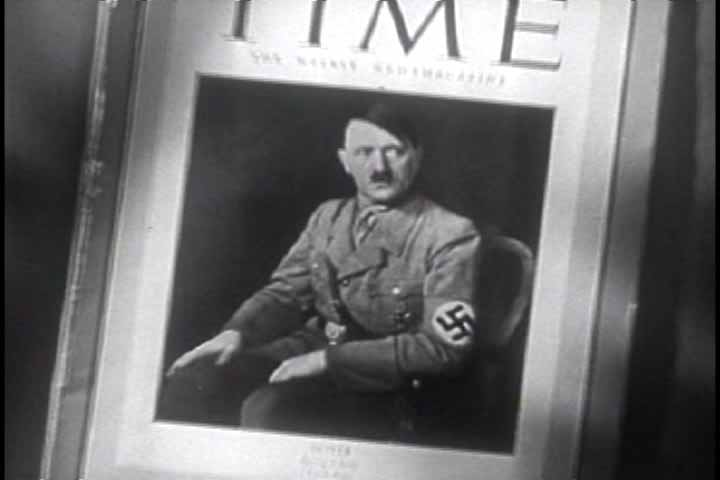
Ejemplo de propaganda usada por el régimen Nazi.

### Guerras
Las dos guerras mundiales que sucedieron durante el siglo XX fueron dos de los episodios más violentos que ha vivido la humanidad, no porque no haya habido enfrentamientos similares, sino que nunca había habido tantos muertos y tantas naciones involucradas, además de que las tecnologías facilitaron el asesinato de millones de seres humanos. Estos sucesos permearon todo el pensamiento intelectual de ese siglo, siendo Benjamin un pensador que vivió en carne propia la experiencia de la Segunda Guerra Mundial. Diversos autores respondieron acerca de lo que sucedió con Europa durante las guerras, y muchos de ellos verán en la estetización un elemento clave para que se pudiera llevar a cabo semejante suceso. Benjamin logra darse cuenta de que la propaganda nazi juega un papel fundamental en este proceso, además de que estimuló a la participación de la masa para determinados fines. Este proceso de dominación y enajenación por parte de las campañas políticas del régimen nazi, por mencionar alguno, será objeto de estudio para el pensador alemán.

### Tecnología
Uno de los factores que cobra una influencia importante en el desarrollo del término de estetización de la política es el de la tecnología pues, para Walter Benjamin, esta es una herramienta que permite transformar todo ámbito del quehacer humano y el campo en el que mejor se nota su empleo es en el del arte, donde su producción se ve modificada gracias a estos avances tecnológicos. Los ejemplos más claros de ellos son el cine y la fotografía.
Pero no solo se trata del arte pues, además, los avances en tecnología como la invención del televisor, del cine sonoro, incluso la tecnología utilizada para la fabricación de armas usadas en la Primera Guerra Mundial, la tecnología ocupada para los desarrollos científicos, la tecnología utilizada en los modos de producción y de construcción de las grandes ciudades, etcétera; hacían visible que la capacidad del ser humano para transformar y crear herramientas que modificaran su realidad estaba en pleno apogeo.
Todos estos elementos se mezclaron y construyeron una nueva forma de experiencia, diferente a la que había en el pasado. Benjamin y Rancière se dan cuenta de que con el uso de la tecnología la experiencia es modificada constantemente y con ello la realidad, y es por eso que la estética y la política recobran un papel fundamental en los sucesos acontecidos durante el siglo XX y en la discusión filosófica que tales sucesos provocan.

## Pensadores

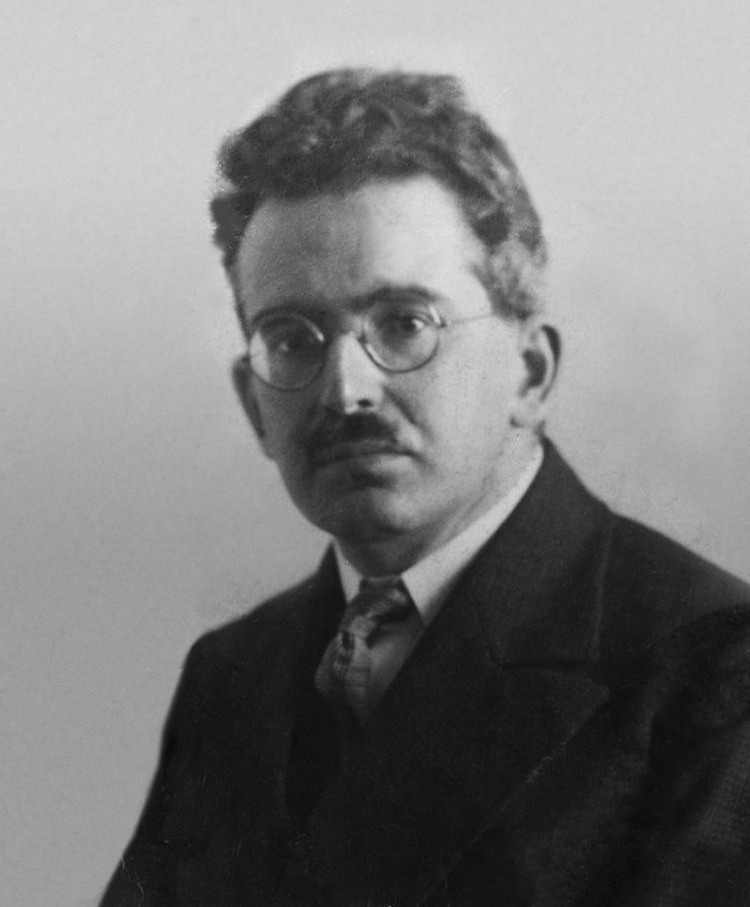
Walter Benjamin en 1928

### Walter Benjamin
En la parte final de La obra de arte en la época de su reproductibilidad técnica, en relación con el acontecimiento de las crecientes formación de masas y proletarización del hombre, un momento en el que las fuerzas productivas superan las relaciones de producción -dadas en el capitalismo-, Benjamin elabora el término estetización de la política para caracterizar la doble intención fascista de organizar a las masas proletarias y mantener, mediante el funcionamiento de mecanismos y dispositivos estético-políticos, las relaciones de producción y de propiedad heredadas; intención que, nos dice Benjamin, culmina en el goce con la autoaniquilación y que establece condiciones para que no se produzca la revolución[cita requerida]. Dicho modo de organización fascista consiste en formas de producir experiencia íntimamente relacionadas con la aparición de las tecnologías de difusión y reproducción masiva moderna y su repercusión en la función social del arte actual o en la época de su reproductibilidad técnica.
Benjamin consideraba que los análisis que Marx llevó a cabo sobre los modos de producción capitalistas tenían un valor de prognosis en cuanto dichos modos de producción estaban en sus inicios. No fue sino hasta su propia época que se podía tener un registro de la vigencia de las condiciones de producción capitalista adquirida en todos los ámbitos de la cultura. En ese seno, en la transformación de las condiciones de producción y la emergencia de los modos de producción llevados a cabo de manera capitalista y autoritaria, surge de manera novedosa «la reproducción técnica y en masa», lo que conllevó una modificación histórica, por una parte, de la percepción sensorial, de la experiencia, de la humanidad (una modificación de lo que tradicionalmente la caracterizaba como tal), por otra parte, de la producción artística, de la esencia de la obra de arte, de la recepción artística.
Para Benjamin la percepción sensorial está condicionada históricamente, es decir, la organización de la percepción es diferente en diferentes periodos históricos, se transforma, cobra y pierde vigencia de una época a otra en la medida en que el medio en que ella tenga lugar se modifique. Así, con la aparición de las condiciones de producción modernas y capitalistas, en específico, con el despliegue de las condiciones tecnológicas, se produce un nuevo entorno y con él un nuevo tipo de constitución de la experiencia que Benjamin diagnosticó como una «pobreza de experiencia», una «experiencia reducida» o una degradación de la riqueza histórica, tradicional a shock[cita requerida]. La experiencia, nos dice Benjamin, entendida como un legado se transmitía de generación en generación, de los mayores a los jóvenes, mediante refranes, cuentos y relatos, instituyéndose, a la postre, como hábitos que guían el contacto y comportamiento con el mundo. Con el cambio de las condiciones del entorno mediante la creciente aplicación de la tecnología, por ejemplo, la industrialización de las ciudades, la generalización del telégrafo y el teléfono, la aplicación de la máquina de vapor al ferrocarril, la incursión en el espacio aéreo y marino, una alteración de la relación con las cosas, arribó un continuo desmentimiento de las experiencias y con ello cayó sobre los hombres una gran pobreza: nuestra pobreza de experiencia que, indica Benjamin, implicó una desconexión con la cultura y la tradición. En la medida en que las nuevas tecnologías, en referencia específica a las nuevas técnicas de comunicación que transforman los mecanismos tradicionales de transmisión de experiencia, se introducían en la vida diaria se alteraban las viejas costumbres. Sin embargo, este trastorno de la tradición consiste a la vez en una crisis y una renovación de la humanidad.
En el tratamiento específico que plantea Benjamin de la experiencia estética o la recepción artística, la experiencia modificada mediante la aparición de las fuerzas tecnológica desemboca en la destrucción del aura de la obra de arte. Para Benjamin, los conceptos tradicionales y usuales de la teoría del arte para pensar la experiencia estética han sido útiles para los fines fascistas, por lo que resultaba conveniente en la lucha actual, respecto a la toma del poder, construir conceptos que fueran completamente inutilizables por el fascismo y que, en cambio, fueran útiles para un cambio en las relaciones de producción. Estos nuevos conceptos ayudan a distinguir dos momentos en la historia del arte: el arte aurático y el arte en la época de su reproductibilidad técnica. Con esto, con la introducción del término aura para caracterizar cualidades históricas de la obra de arte, Benjamin se distancia de la forma clásica de entender el arte y le sirve para describir cómo esta vieja formulación comienza a replantearse en la modernidad. Benjamin nos dice que en la antigüedad el arte estaba al servicio del ritual; que primero fue mágico y luego fue religioso, dándole de esta manera un carácter de culto y manteniendo así su autenticidad.

L.H.O.O.Q. es una obra de Marcel Duchamp que muestra la caída aurática que enuncia Benjamin, pues es una obra que interviene una reproducción de la Gioconda de Da Vinci. Expresa la modificación de los medios de producción y de la experiencia que señala Benjamin.

#### Aura ypolitización del arte
¿Qué es propiamente el aura? Un entretejido muy especial de espacio y tiempo: aparecimiento único de una lejanía, por más cercana que pueda estar.
 La obra de arte en la época de su reproductibilidad técnica

El aura es un concepto que Walter Benjamin utilizó para caracterizar aquello que hace que una obra sea única e irrepetible, es decir, su rasgo de autenticidad. La obra que tiene un aura está sometida: a una historia, a una determinada tradición, es decir, a un aquí y ahora en el que fue producida. Apreciar el aura de los objetos es conocer todo lo que rodea su existencia, cuál fue su origen y cuál su devenir, qué lo ha hecho llegar hasta mí y cuál es la experiencia que yo le impregno a su vez. Es por esto que la autenticidad de una obra mantiene siempre una autoridad frente a su copia (reproducción manual), sin embargo, no sucede lo mismo frente a su reproducción técnica, ya que la introducción de la tecnología puede hacer que la autoridad de la obra se llegue a tambalear, porque la autenticidad no es reproducible. Con la tecnología, según Benjamin, ya no existe algo que pueda ser llamado auténtico, se desvaloriza su aquí y ahora. Por ejemplo, en el caso de la fotografía (la reproducción técnica de imágenes), todo cuanto es fotografiado puede ser puesto y exhibido en lugares inalcanzables para el original, es decir, con el uso de la tecnología se está posibilitando un acercarse hacia el objeto mismo:

La catedral abandona su sitio para ser recibida en el estudio de un amante del arte; la obra coral que fue ejecutada en una sala o a cielo abierto puede ser escuchada en una habitación.
 La obra de arte en la época de su reproductibilidad técnica

Por otro lado cuando se empieza a tambalear la autenticidad de una obra de arte, es decir, su aura, por parte de la tecnología; se puede llegar al derrumbamiento o destrucción por completa de esta autoridad que tiene la obra. Por ejemplo, el derrumbamiento del aura en la obra del arte, se da cuando se empieza a reproducir tecnológicamente de manera masiva, provocando que se pierda su aparición única.
- Valor de Culto

Es importante mencionar que Benjamin se sirve de este concepto de aura para señalar, que hay objetos (no solo obras de arte) que tienen un valor cultual, esto es, objetos que tienen una autoridad y a causa de este valor cultual se nos muestran como intocables, dignos de respeto y admiración. El uso de la tecnología nos permite modificar los objetos hasta sus últimas consecuencias, es decir, hasta su destrucción. Con la tecnología se cae el aura de los objetos y con ella su valor cultual. Por eso con la tecnología tenemos la posibilidad de reproducir los objetos cuantas veces queramos.

Según Benjamin, en los comienzos del arte occidental europeo el polo dominante en las obras de arte fue el del "aura", el "valor para el culto"
 La obra de arte en la época de su reproductibilidad técnica

Benjamin deja ver que con la reproductibilidad técnica, tenemos la posibilidad de llegar a la politización del arte, lo cual es, reproducir los objetos sin la necesidad de rendirles culto. En cambio la otra posibilidad que tenemos es la de llegar a la estetización de la política, esto es, a pesar de tener toda la tecnología para reproducir y transformar los objetos, no lo hacemos pues conservamos resabios cultuales. La estetización de la política aparece en sentido propio cuando las potencias que abría la incursión de la tecnología en lo humano, la incansable capacidad técnica de los individuos para experimentar, modificar la realidad y tocar lo que no podía ser tocado, se anulan en una apropiación fascista y capitalista de las nuevas condiciones de producción, apropiación que promueve los valores de culto y contemplación que originalmente cuestionaba. La técnica genera y organiza un nuevo contacto con el cosmos, que para Benjamin se traducía en «la interacción concertada entre la naturaleza y la humanidad», sin embargo, cuando esta técnica se confunde con el ritual, tiene por finalidad el dominio de la naturaleza y el dominio del hombre por el hombre. Se suplanta el papel de productor y la actitud de modificar los objetos por la actitud de goce. Cómo se relacione el arte con la técnica confundida con el ritual o con la técnica de los medios mecánicos decide su función social, el poder de la obra de arte. La técnica aparece así en la obra de Benjamin como condición de posibilidad de la de la estetización de la experiencia y de la estetización de la política, tanto como de la politización del arte.

#### Experiencia
El concepto de experiencia es fundamental para entender fenómenos como el de la estetización de la política, ya que es en la experiencia de los sujetos donde los procesos estéticos de dicho fenómeno tienden a obrar. En el ensayo Sobre algunos temas en Baudelaire, Benjamin explica dos sentidos del concepto de experiencia al tomar como eje central de esta discusión a Baudelaire y su poesía para ejemplificar una transformación histórica en la experiencia.
Para definir esta transformación, Benjamin se remite al texto de Bergson, Matière et mémoire, donde el autor considera que la estructura de la memoria es decisiva para la experiencia. Para Bergson, parece que el hecho de que el sujeto pueda encarar el flujo de los datos en la memoria es algo voluntario. Sin embargo, hay otro autor (Proust) al que se refiere Benjamin para construir su definición de la experiencia, el cual divide a la memoria en voluntaria e involuntaria. Y de aquí parten los dos sentidos del concepto de experiencia. En la memoria, según Proust, hay datos que se acumulan involuntariamente y que quedan rezagados en ella hasta que el recuerdo voluntario los dispone a la memoria. Por lo tanto, hay situaciones, o hechos externos, que no se conforman en nuestra experiencia sino únicamente como datos acumulados inconscientemente sin que tengamos conciencia de ellos. Así, podemos definir a la experiencia en dos sentidos, como experiencia sin intervención de la conciencia, o experiencia tenida en bruto. Y experiencia con intervención de la conciencia, o vivencia.
Para Walter Benjamin, los intereses interiores del hombre (podemos decir, las creencias, los deseos, y hasta el gusto), no tienen un carácter privado por naturaleza. Y esto se debe al hecho de que lo que le interesa, lo que cree, lo que desea y, en suma, los hechos externos tienen muy pocas posibilidades de incorporarse en la experiencia de los sujetos. Es decir, debido al hecho de que la experiencia de los acontecimientos se guarda en la memoria involuntariamente. Hay distintos factores que han provocado que podamos experimentar vívidamente los hechos externos. El periódico, como signo de esta disminución, nos ayuda a explicar esta atrofia progresiva de la experiencia. El propósito del periódico, nos dice Benjamin, consiste en excluir los acontecimientos del ámbito en el cual podrían obrar sobre la experiencia del lector. Esto depende del hecho de que la información, como es manejada, no entra en la tradición. Los periódicos, al aparecer en grandes tiradas impiden al lector tener algo de sí para contar a los demás. El periódico, con su distribución masiva de la información sustituye al relato y a la narración tradicional en los que se encarnaba la vida del relator para proporcionar lo narrado como experiencia, es decir, como vivencia. Y es de la misma manera, podemos decir, que operan los procedimientos de los que se vale la estetización de la política, configurando la experiencia de los sujetos de forma que sus cuerpos se ejerciten y se expresen inconscientemente. La acumulación inconsciente de información, o las experiencias no vividas, se presentan cuando el proceso que los ha dejado en la memoria no llegó nunca a la conciencia.

#### Estetización de la política y toma de conciencia
Si los procesos de la estetización de la política atrofian la experiencia de los sujetos, la conciencia tendría una función de importancia para restaurar la vivencia: la de hacer de los estímulos que el medio externo le proporciona a los sujetos una experiencia vivida. Estos estímulos externos, Benjamin los entiende como shocks, es decir, como amenazas provenientes de energías demasiado grandes que obran en el exterior. El hecho de que el shock sea captado y detenido así por la conciencia, proporcionaría al hecho que lo provoca el carácter de experiencia vivida en sentido estricto. En el ámbito artístico Benjamin considera que hay quienes hacen que la conciencia capte determinados shocks para que no queden rezagados en nuestra memoria, y que lo que nuestros sentidos capten no conformen nuestra experiencia inconscientemente. Por ejemplo, Baudelaire, quien lo hace en su propia persona espiritual y física, y lo manifiesta en sus expresiones poéticas. La recepción de shocks es regla en toda su poesía, y de una poesía de este tipo debería esperarse un alto grado de conciencia. Es por ello por lo cual la obra de Baudelaire va dirigida a lectores a los que la lectura de la lírica pone en dificultades. Porque la lírica, imposibilita al lector a experimentar vívidamente lo acaecido al pertenecer a una tradición de escritores considerados como poetas en sí. Escritores a los que un público distinto, moderno, encuentra ya lejanos. Hecho que tal vez se explique por el desarrollo del concepto de derrumbamiento del aura que Benjamin desarrolla en el ensayo de La obra de arte en la época de su reproductibilidad técnica. El lector al cual se dirige la obra de Baudelaire le sería proporcionado en una época siguiente, donde la toma de conciencia sea un efecto de los mecanismos estéticos que apelan a nuestra sensibilidad.[cita requerida]

### Jacques Rancière

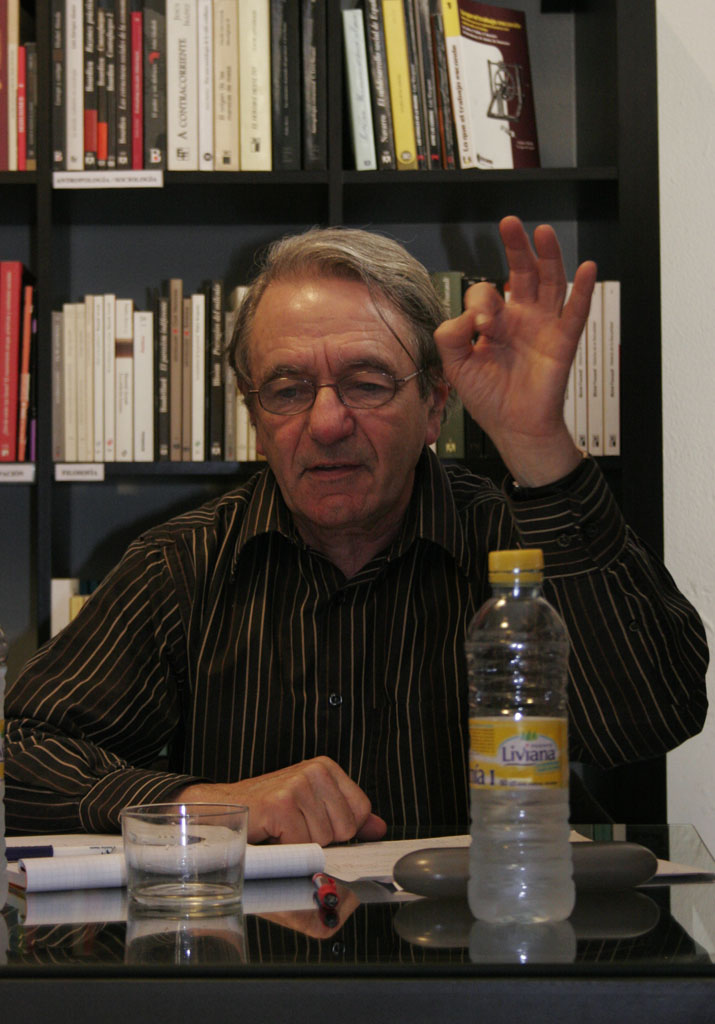
Jacques Ranciere

En el caso de Rancière sería más adecuado hablar de una estética de lo político que de una estetización de la política. Uno de los principales intereses del autor es elaborar de nuevo el concepto de lo político, debate que trata a su vez de redefinir en qué consiste la reflexión de la filosofía política diferenciándola de aquello que habitualmente conocemos como política y que él la define como policía -en un sentido amplio y general, no como un aparato del Estado-; de manera paralela reelabora el sentido de otros conceptos como el de estética, emancipación y subjetivación política. Nos dice que en la base de la política hay una estética que no tiene nada que ver con la estetización de la política.

#### Lo político y la policía
Lo primero sería esclarecer de qué se trata lo político en este autor. Tanto en su escrito El desacuerdo como en La división de los sensible, Rancière analiza concepción de política de Aristóteles y Platón, según la cual, la política es aquello que se desarrolla en el espacio de lo común, es decir, de la comunidad. Para los autores griegos la comunidad o el orden político estaban repartidos en partes según proporciones geométricas o aritméticas, para que la ciudad estuviese bien ordenada se definía cada parte de la comunidad por la cuota que dicha parte aportaba al bien común, los axiai o títulos de comunidad serían los siguientes: la oligarquía de los ricos, la aristocracia de la gente de bien o la democracia del pueblo. La política comienza precisamente allí donde dejan de equilibrarse pérdidas y ganancias. Aristóteles dice que la justicia consiste en no tomar más de lo que corresponde de las cosas ventajosas ni menos de las desventajosas. Para que una comunidad tendiese al bien común se debía dar la exacta combinación de estos títulos. El pueblo era visto como cuerpos parlantes condenados al anonimato del trabajo y la reproducción –esclavos-, quienes, si bien tenían la capacidad de comprender un logos, no tenían la capacidad misma de él. En una cita de Aristóteles se dice que el esclavo es quien participa en la comunidad del lenguaje solo en la forma de la comprensión (esthesis), no de la posesión (hexis), este logos es lo que ordena y da derecho a ordenar. Es importante esta diferenciación porque el hombre es animal político en cuanto hace uso del logos, esto es, es político porque es una animal literario que se deja apartar de su destino “natural” por el poder de las palabras. Sin embargo, Rancière cuestiona precisamente la idea de política griega, va a ser también a través del logos que se iguala la política, porque si se supone que quien da las órdenes tiene el logos, aquel que las obedece y sabe porque la obedece necesariamente lo tiene también: la conciencia de que se tiene la palabra porque se sabe que significa; si tanto el gobernante como el esclavo poseen el logos significa que entre ambos hay una igualdad última que le permite al esclavo reclamar su igualdad y cuestionar su orden social, en otras palabras, existe una inteligencia que iguala a todas las personas: un poder colectivo fundamento no en conocimientos o ciencias particulares sino en una capacidad que tendríamos todos, y que permite rebatir la constitución de la esthesis.
Anteriormente se menciona en este artículo que la política es tema de la filosofía política porque se trata en últimas de la fundamentación de la política. Como dice Rancière, la filosofía no se convierte en política porque la política sea algo importante que necesite su intervención. Lo hace porque zanjar la situación de racionalidad de la política es una condición para definir la propia razón de ser de la filosofía: la cual, surge bajo el desacuerdo, momento en que uno de los interlocutores entiende y no entiende lo que dice el otro.
Existen tres niveles de participación política que pueden ser vulnerados, el primero cuando se es miembro de la comunidad pero se viola su derecho de participación, por ejemplo ser un ciudadano pero no permitirle postularse a cargos públicos; el segundo nivel consiste en pertenecer a una comunidad pero no ser reconocido por ella en la decisiones que se toman, como por ejemplo que una minoría étnica no se le reconozca el derecho de voto; el tercer nivel es el que fundamenta los dos anteriores, y es la pregunta por quién define quién tiene derecho a ser actor político y quien no, este nivel se pregunta por quién hace las veces de Dios y define los actores, por ejemplo quién fue el que decidió que la minoría étnica no podía participar en las decisiones aunque sea a asuntos concernientes pues le afectan particularmente. Los dos primeros niveles constituyen lo que Rancière llama asuntos policíacos, el tercer nivel que decide quien hace parte y quien no, es propiamente el terreno de la política.
Lo policíaco es, según Rancière, la materialización de la actualización que tuvo lugar en lo político, que consiste en los mecanismos y procedimientos que distribuyen las jerarquías sensibles: los momentos y los lugares para los actos. Rancière usa la palabra policía en el sentido amplio y general, no la identifica únicamente con la parte sensible de la policía, el aparato de Estado: la policía es la esencia misma de la ley que define la parte o la ausencia de parte de las partes. Dicho claramente, la policía es el orden de los cuerpos, quien define las divisiones entre el modo de actuar, hacer del decir y del ser, para que los cuerpos sean asignados únicamente a tal lugar y a tal tarea. Es el conjunto de procesos mediante los que se efectúa la agregación y el consentimiento de las colectividades, la organización de los poderes, la distribución de los lugares donde residen dichos poderes y donde se legitiman los sistemas de distribución. Habla de que una muestra clara que de lo policial está haciendo mal su trabajo, es cuando su presencia material prolifera en mayor cantidad- La naturaleza de lo policíaco nunca va a cambiar, aunque Rancière habla de mejores y peores órdenes policíacos, los primeros serían los que tienden a acortar la brecha entre dominados y dominadores, por decirlo de algún modo. Lo que define un orden policial dependerá de dos cosas, tanto de la espontaneidad de las relaciones sociales, como de la rigidez de las funciones estatales.
Lo político es precisamente una antagonía de lo policial. La política es donde se rompe, según Rancière, la configuración sensible. Es instancia en la que se pone en cuestión quién es considerado un sujeto de participación política, en el caso griego la parte pueblo puede cuestionar porque no participa de la vida política de su comunidad. Es en la política donde se pueden revertir los órdenes de dominación, mientras la aristocracia encarnaría la anti-política al evitar precisamente negarle parte a los que no tiene parte, esto es, impedirles participar a aquellos que no cuentan y ni siquiera se constituyen como subjetividades políticas. En este sentido lo político no es más que la disputa por la existencia de un escenario común, la existencia y la calidad de quienes están presentes en él. Lo político tiene dos dimensiones que necesitan encontrarse para que en sí haya política: la lógica igualitaria anteriormente descrita y lo lógica policial a la que se lo opone, o lo que es lo mismo el cuerpo social reunido por ficciones desigualitarias. La política no es una lucha de clases, sino una lucha entre partes inexistentes por hacerse visibles en la división de lo sensible establecida. Lo político como forma de experiencia tiene connotaciones estéticas propias de una época con respecto a lo común. Se refiere a sistema de evidencias sensibles sobre los espacios, tiempos y formas de actividad que determinan la participación de las personas dentro de una sociedad, es un asunto estético porque las imposiciones se hacen sobre el cuerpo y se manifiestan en modos sensibles.

#### División de lo sensible
La división de lo sensible es el sistema a priori de formas que determinan que puede experimentar un sujeto dentro de la sociedad, es una división de las identidades dentro de una comunidad, la configuración de las competencias o incompetencias que se pueda tener respecto a lo común. Es por esto que la política es el espacio donde se discute los modos de subjetivación; en el conflicto político es que puede abrir paso a nuevas representaciones de la experiencia, y con ellas a nuevas subjetividades, produciendo multiplicidades que no estaban en la constitución policial de subjetividades existentes. La política es, en este aspecto, un campo en el que se fracturan los estereotipos, un campo para la desidentificación: los modos de hacer, ser y decir en las relaciones de lo común se recomponen, no obstante que darán lugar a su vez a nuevas distribuciones policíacas. La división sensible es siempre una división desigual de lo sensible, y siempre en la política se está intentando imponer una división igualitaria que arruine la anterior. La esencia de lo político es pues un conflicto fundamental y nunca terminado, la actividad política demuestra como las configuraciones sensibles son contingentes, y como pueden actualizarse.
La división de lo sensible no solo ocurre en el espacio de lo social, también ocurre en un nivel ontológico, en donde la configuración humana se da a través de los otros, en la distinción gobernador-gobernado, la existencia del primero requiere necesariamente de la existencia del segundo. Pensemos en un todo social, sin distinciones de ningún tipo, en el momento en el que surge una distinción, no importa de que tipo, comienza a darse una reparticiones de tareas y capacidades que van diferenciando a este todo y creando conjuntos de individuos comunes en alguna de sus capacidades; unos pueden pensar soluciones, poseen el logos (gobernadores), los otros resolverlos a través de acciones físicas (gobernados); Esto define el hecho de ser o no visible en un espacio común. Tener tal o cual "ocupación" define competencias o incompetencias respecto de lo común. Eso define el hecho de ser o no visible en un espacio común, dotado de una palabra común, etc.

Hay entonces, en la base de la política, una 'estética' que no tiene nada que ver con esta 'estetización de la política' propia de la 'época de masas'
El reparto de lo sensible. Estética y Política

## Casos
La humanidad, que fue una vez, en Homero, un objeto de contemplación para los dioses olímpicos,se ha vuelto ahora objeto de contemplación misma. Su autoenajenación ha alcanzado un grado tal, que le permite vivir su propia aniquilación como un goce estético de primer orden. De esto se trata en la estetización de la política puesta en práctica por el fascismo. El comunismo le responde con la politización del arte.
La Obra de Arte en la Época de su Reproductibilidad Técnica, Walter Benjamin

Actualmente la estetización de la política somete la imagen publicitaria con la intención en que se modifica lo mostrado para darle una finalidad y un significado prestablecido. Es decir, se modifica la imagen para provocar un shock subjetivo en el que la conciencia no intervenga. En suma, la estetización de la política conforma nuestra subjetividad, de tal manera que los intereses a los que respondamos sean, mediante un encarecimiento de la experiencia, reflejados en la política y en la economía. Desde el mercado global, empresas (corporativos) medios de comunicación como las televisoras, la radio, el internet (redes sociales) e instituciones, todos ellos modifican nuestra experiencia al hacer que lo que observamos se reduzca a un shock que no es captado ni detenido por la conciencia.

### Mercadotecnia
- Es bien sabido que uno de los rasgos predominantes de nuestras sociedades llamadas sociedades de la imagen o sociedades del espectáculo, producen el retoque de una estetización de lo real que nace de la superabundancia de imágenes, del renovado predominio de lo visual y del gusto visual. Siendo así que la mercadotecnia, la publicidad y las campañas políticas. Se encargan de educar el gusto de los consumidores colocando un mensaje de significación en un contexto específico y con un determinado fin: vender un producto, una idea, hacer parecer algo como bueno, interesante y conveniente.

### Los medios de comunicación

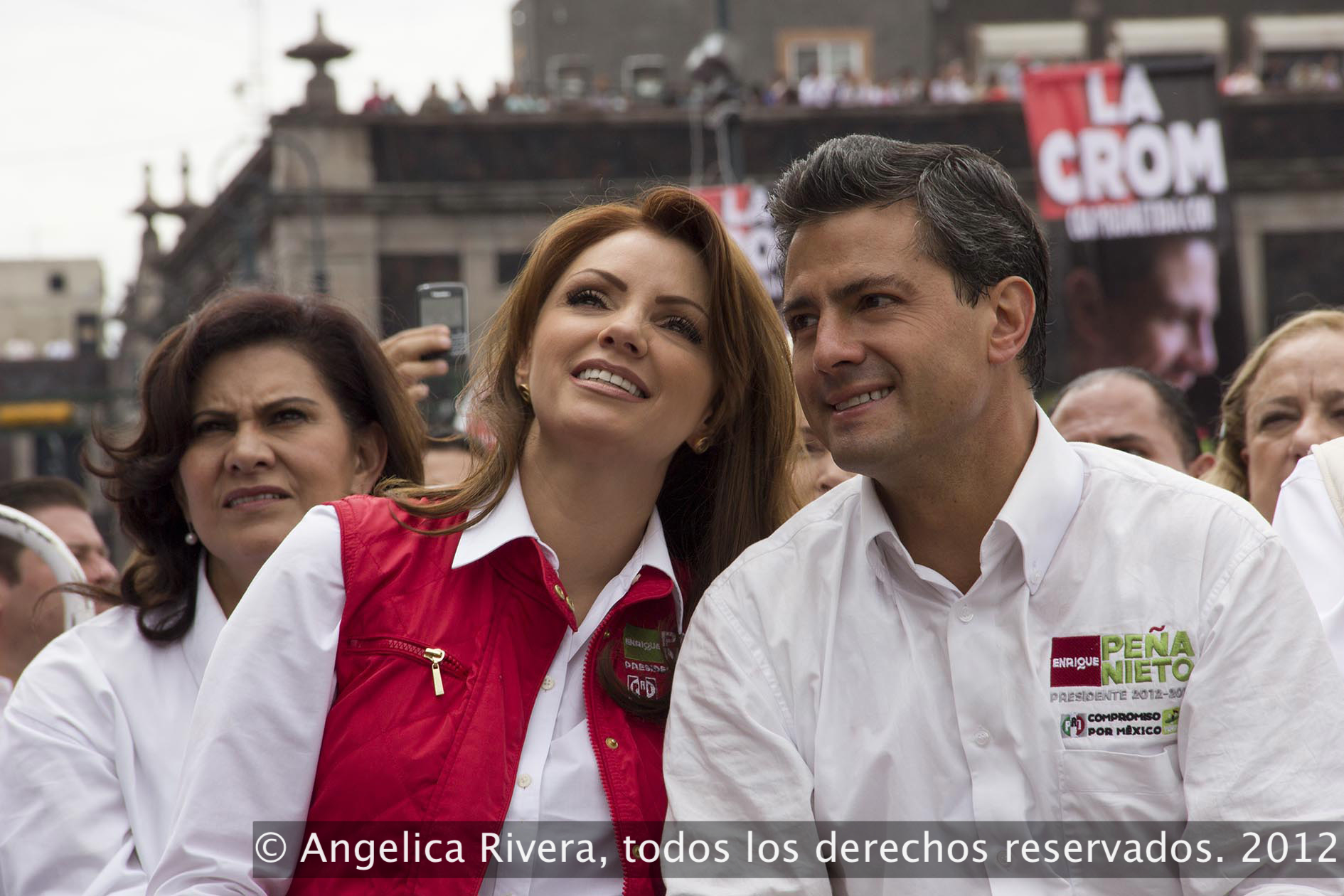
El espectáculo del poder

- Los medios de comunicación proporcionan a la población una gran cantidad de información. Información que a su vez está cargada de ideología que se traduce en actitudes frente al mundo, porque forman y entrenan los sentidos, los sentimientos y crean creencias para determinar cierta práctica social.

### Redes sociales
- Las redes sociales provocan shocks cuando los usuarios agregan comentarios; agregan imágenes haciendo sátira, burla, parodia, o ironía, a las noticias que salen diariamente, es decir, distorsionan la imagen. Esta distorsión de imágenes los usuarios internautas las nombran memes, agregándoles un toque de humor. Asimismo se distorsiona la experiencia, pues esta se vacía ahí. Muchas veces se es víctima de la red social, la experiencia tiene que estar depositada ahí para tener cierta validez

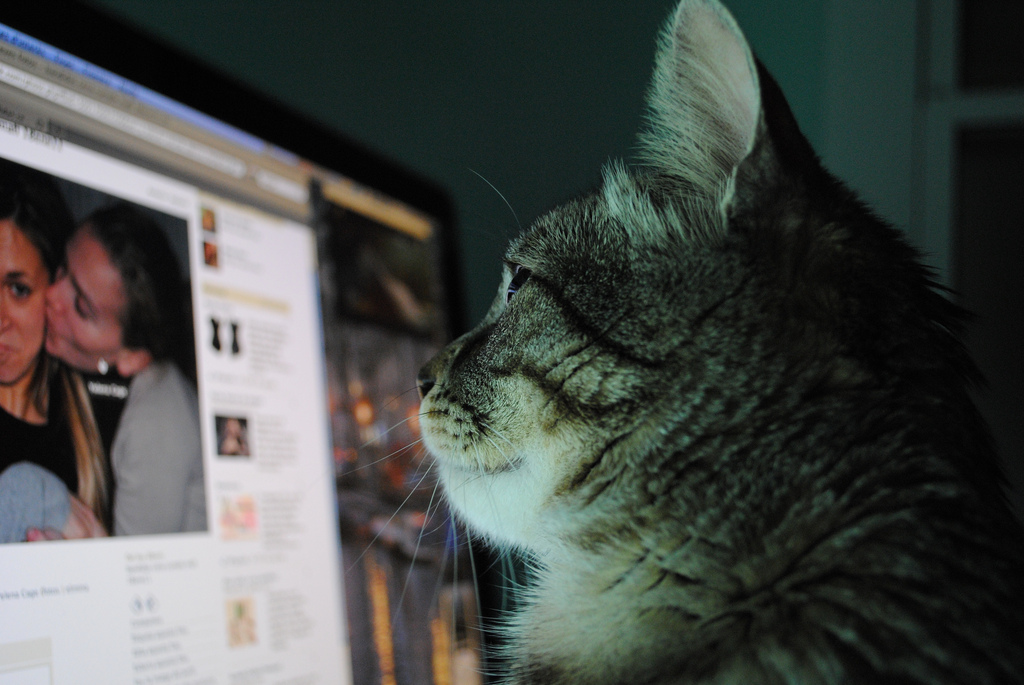
Las redes sociales te enganchan

### Los memes
Los memes son imágenes que distorsionan el contenido principal de una imagen publicada en las noticias, en la televisión, en las campañas publicitarias, en los partidos políticos u otro medio. La mayor parte de las memes son imágenes que se han vuelto populares en determinado momento: ya sea por haber hecho algún comentario público (provocando una reacción masiva en las redes sociales) shocks expandiéndose como mensaje viral [véase [fenómeno de internet]]. La operación de la experiencia vivida del individuo radica en la individuación. Todos están sintonizados a la nube (el internet) y la provocación de shock es en bruto y masivamente ocasionando los dos tipos de experiencias, mencionadas en el mismo apartado el problema de la experiencia. La convivencia en esta nube solo es simulada, donde solo hay cúmulos de información masivo. El siguiente ejemplo está relacionado con este anteriormente señalado.

### La selfie
La selfie se caracteriza cuando alguna persona toma una foto con sus amigos, familiares, paisajes, pero con la presencia de la persona que toma la foto. Es decir, es un autorretrato moderno. Cuyo auge ha sido en los últimos años, gracias a las herramientas tecnológicas que lo posibilitan, ya sean, teléfonos inteligentes o tabletas. La selfie muestra un shock “un momento de existencia con”, mejor dicho: es la afirmación del yo con el otro, viviendo un instante y demostrándolo a los demás.

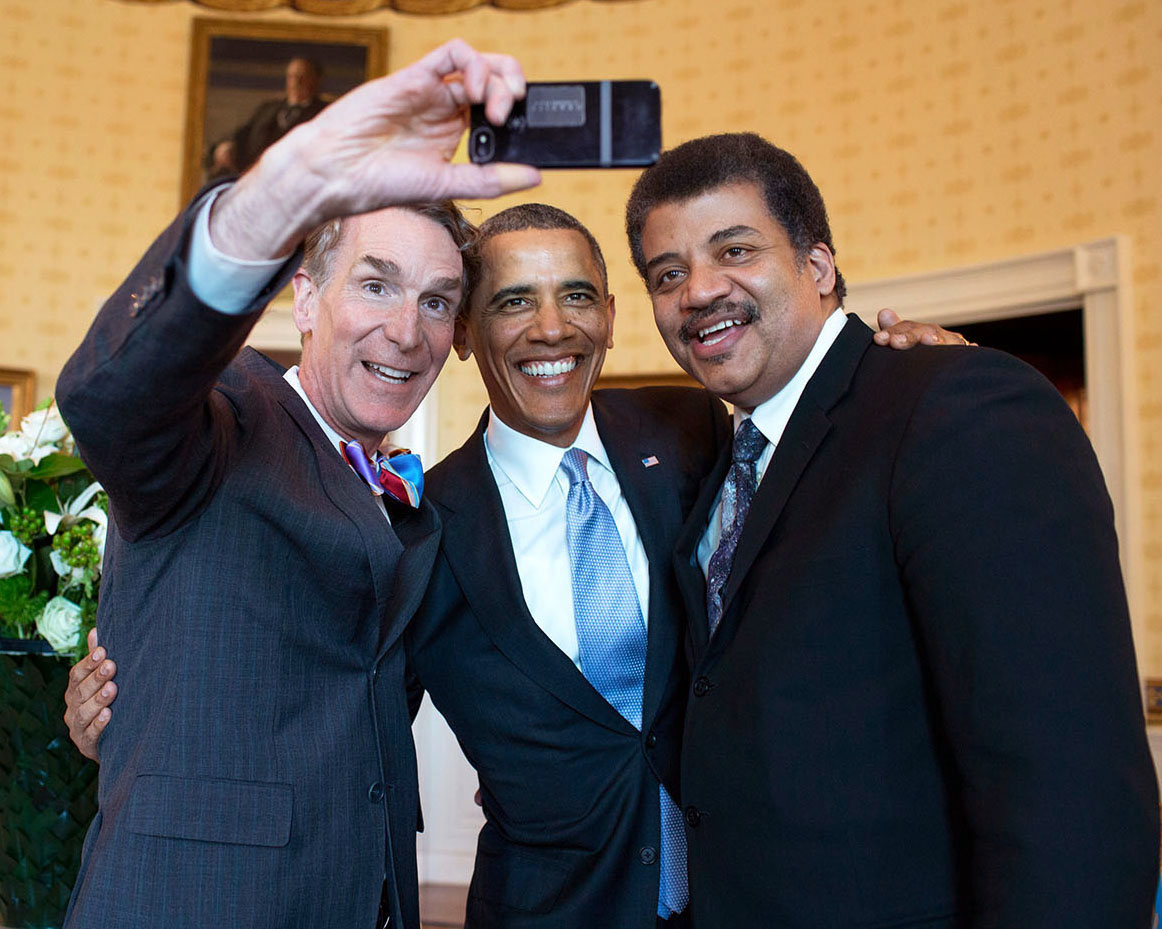
Muestra de la práctica del selfie

Ulteriormente, los efectos de este encarecimiento de la experiencia se reflejan en nuestro consumismo, nuestra preferencia por algún partido político, y nuestra praxis vital en general. En la estetización de la política de las campañas publicitarias de la política actual de nuestro país, podemos encontrar estos procedimientos cuando vemos que se intenta modificar nuestra preferencia por algún hecho o persona política valiéndose del poder que una televisora, a través de la fama de una de sus "estrellas", tiene sobre nuestra subjetividad. De esta manera, podemos decir, que se intenta establecer un interés político en nosotros que se relaciona con el gusto y el valor preestablecido de lo que los medios de comunicación implantan en nuestra experiencia.
"El campo artístico mantuvo siempre sobre las obras un valor de culto, irrepetible y divino. La invención de la fotografía modificó esta concepción no solo porque la captura de una imagen implicaba una relación diferente con el objeto representado, sino porque su reproducción técnica permite acercar las obras a las masas". Luciano Sáliche.
La selfie consagra la libertad de producir el efecto que uno escoja para proclamar “éste soy yo ahora”. Es menos una cuestión de narcisismo que de voluntad de dominio: revela la necesidad de autoproponerse a través del control de la propia imagen. Esta suerte de segundo grado del narcisismo, no está, sin embargo, despojada de extrañeza: representa un intento de rescate del aura, cuya pérdida denunciaba Benjamin en su célebre “ensayo sobre la fotografía en la época de la reproductibilidad”. Pero es un aura desconectada de cualquier tradición o valor, puramente hedonista. Y aunque sus más fervientes apóstoles intentan rastrear sus orígenes en la cultura del autorretrato pictórico, más allá de parecidos formales, su radical inmediatez excluye la condición del arte. En los selfies, como en la pintura o cualquier otra forma artística, hay esbozos de pasiones humanas —pedazos de ficción, paranoia, voyeurismo… —, pero en un autorretrato pictórico el artista quiere menos ofrecer su imagen que su arte; lo que propone es justo aquello que la autofoto instantánea reduce al mínimo: ese tiempo del yo reelaborado.

### Película No
- La película No muestra un caso en el que se puede ver el empleo de la politización de la estética en todo su sentido. El uso de la propaganda es fundamental en la película -que está en contra de Pinochet- y es gracias a ella que las votaciones tienen una repercusión inmediata en las elecciones: "No" será el elemento que usarán los publicitarios para impedir que Pinochet gane las elecciones, y es bajo esta propaganda que se utiliza toda la artillería propia del término: medios de producción, diseño, experiencia -muestran los horrores cometidos por el totalitario-entre otros elementos que están siendo usados pormeados por una intención política. La estetización política se verá mostrada, a su vez, en la campaña realizada por los de la dictadura pinochetista, pues estos buscan ganar las elecciones a través de los mismos mecanismos de la politización, solo que ellos buscan paralizar a la población y reducirla a una masa, a diferencia de los segundos, que buscan emancipar a los ciudadanos de ese fatal gobierno.

### Los juegos del hambre
- Los juegos del hambre es otro ejemplo de estetización de la política. La película, dentro de su contexto, muestra cómo es que en una sociedad el elemento del espectáculo es fundamental para la manipulación y el dominio político. La película, que está basada en la novela escrita de Suzanne Collins, de género futurista y distópica, se encuentra la figura del Estado totalitario y manipulador. Los recursos estéticos que se emplean para la dominación de las masas son precisamente los que se llevan a cabo en los juegos del hambre, una competencia anual en la que participan 2 individuos de cada distrito (Estados) a la fuerza, ya sea por hambre o por fama, son encaminados a asesinarse entre ellos, sobreviviendo solo uno frente a un espectáculo transmitido ante todos los demás Estados. Se dice en la publicidad de esa masacre televisiva, que esos juegos representan un recuerdo de que fueron vencidos por el distrito mayor (el Capitolio) que los amó y los protegió hasta que los demás distritos organizaron una rebelión, la cual perdieron. A partir de eso, se les recuerda mediante tales juegos la "bondad" del Capitolio por no destruirlos por su supuesta traición y a cambio, solo se lleva a dos de sus habitantes cada año para sacrificarles en frente de los medios. De todo esto se hace un espectáculo, pues cada momento es grabado en un formato de reality show, donde elementos como el amor, la amistad, el compañerismo y demás, son utilizados de forma estética para hacer de ese sufrimiento un espectáculo disfrutable, y crear una experiencia entre los televidentes, una experiencia que no busca la revolución, si no que pretende el deleite estético de lo que les sucede a los otros en la competencia. El desarrollo de las películas es interesante, pues muestra cómo es que se va construyendo una revolución y un golpe los represores a partir de una experiencia estética y emocional.

### Arquitectura en el Régimen Nazi

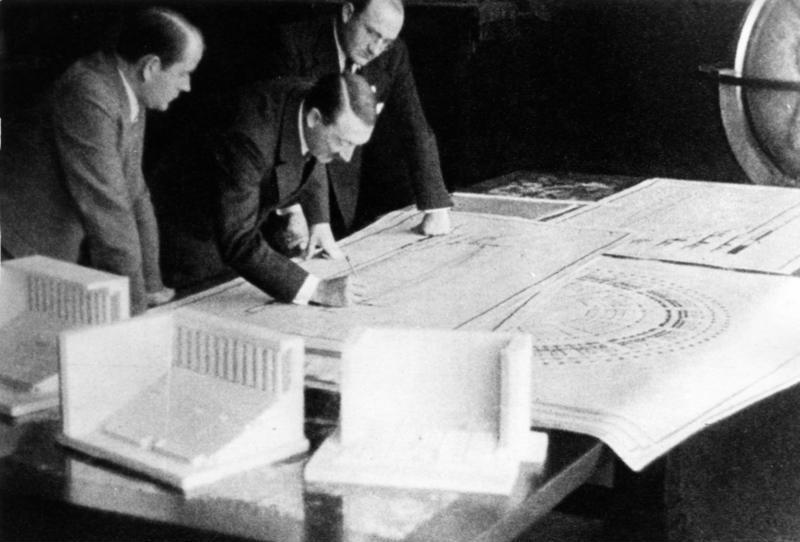
Albert Speer, Adolf Hitler, Architekt Ruff

Otro ejemplo de estetización de la política, es la arquitectura en el régimen nazi. Los elementos que formaban las edificaciones tenían la función de imponer cierto poder que reforzaba la personalidad del gobierno.
Hitler, como gran admirador de las artes, sentía un particular gusto por la Arquitectura de la Antigua Roma, pues consideraba que aquellos hombres instauraron las bases de lo que posteriormente sería el gobierno ario, así que, decidió darle a Alemania un aire de la antigua capital italiana.
Su arquitecto de cabecera fue Albert Speer, quien desarrollo los proyectos como el castillo Ordensburg Vogelsang, el Ministerio del Reich para la Ilustración Pública y Propaganda y el Campo Zeppelín. No todo los proyectos que tenía en mente Hitler fueron construidos para la nueva cara que tendría la ciudad de Berlín, algunos solo quedaron en papel, pues las obras tuvieron que pararse en 1943, en plena Segunda Guerra Mundial, debido a los bombardeos ocurridos en la capital por parte del Ejército Aliado.

### Cine en el régimen nazi
- Las películas de propaganda nazi fueron producidas con el propósito de reforzar la campaña bélica de Alemania. Inmediatamente después de que la guerra diera comienzo, el ministro de propaganda alemán empleo todos los medios posibles para lograr que los noticieros fueran un instrumento efectivo de propaganda. De este modo los nazis llevaron a cabo su propaganda cinematográfica para la guerra con dos tipos de películas: Los noticieros semanales, incluyendo una compilación de noticieros titulada Blitzkrieg im Westen y filmes de largometraje sobre las campañas, dos de los cuales fueron, incluso, exhibidos en EE.UU; estos fueron: el Feuertaufe que trataba de la campaña de Polonia y el Sieg im Westen que trataba de la campaña de Francia.

### Ernesto "Che" Guevara
- Ernesto Guevara es un buen ejemplo de nuestro tema. Estetización de la Política: Él, en su momento, fue icono de la transgresión, promovía ideales completamente anticapitalistas, estaba en contra de los sistemas políticos y económicos: él era "El revolucionario". Sin embargo, entendía la importancia de una imagen pues existen cientos de fotografías que él mismo pagaba con intenciones propagandísticas. Las razones caerán en especulación pero es innegable que lo posicionan como una figura icónica del cambio y del desacuerdo social. Es decir, Ernesto Guevara, se encuentra relacionado indisolublemente a la idea de revolución. [...] el fantasma del Che.

está atrapado a mitad de un puente generacional, entre unos jóvenes que saben muy poco de él, pero que lo intuyen como el gran comandante y abuelo rojo de la utopía, y la generación de los 60..., cuyos supervivientes entienden que el Che sigue siendo el heraldo de una revolución latinoamericana que a su vez, por más que parezca imposible, sigue siendo absolutamente necesaria
Paco Ignacio Taibo II, Ernesto Guevara, También conocido como el Che

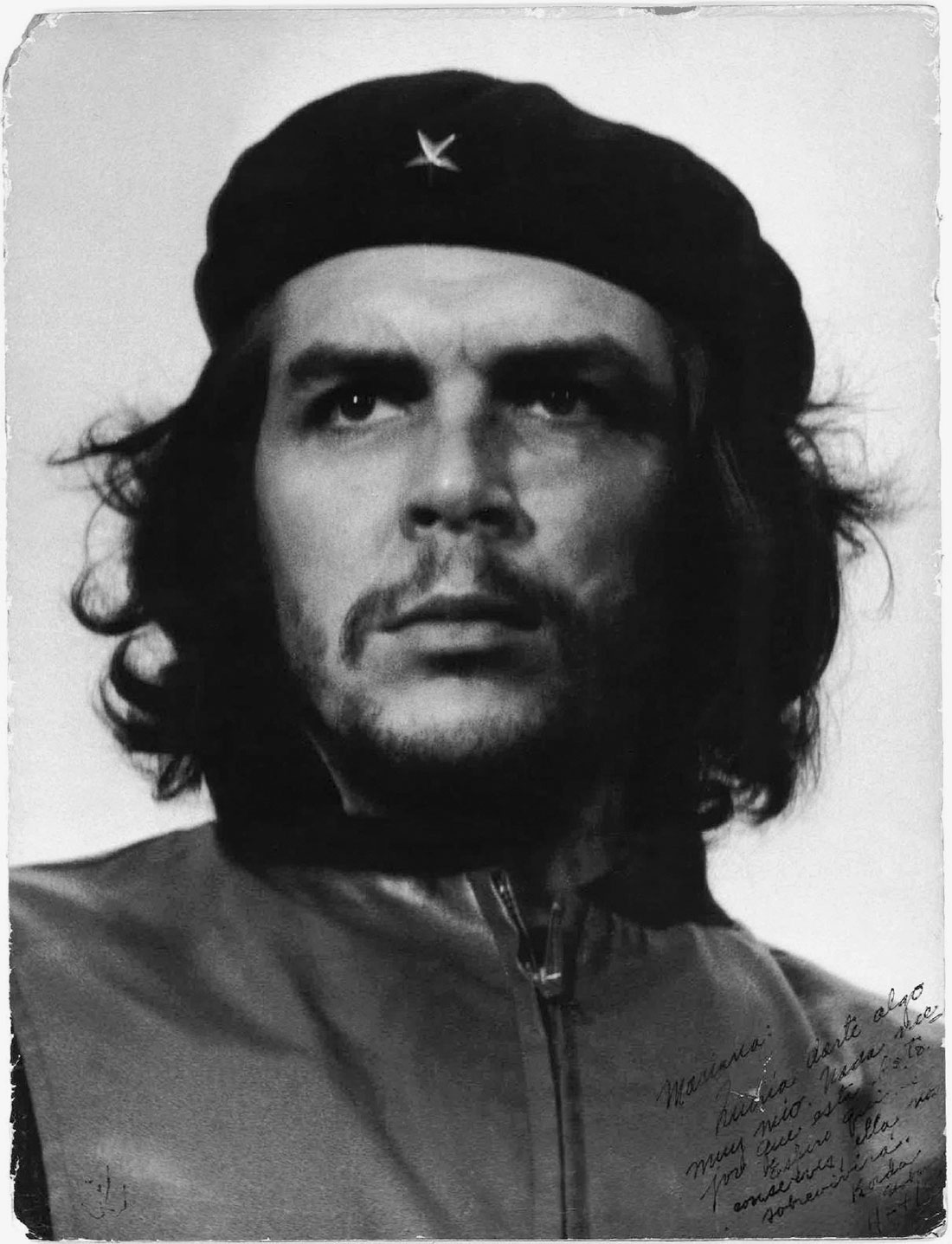
Fotografía del Che Guevara, una de las imágenes más reproducidas de nuestro tiempo.

Al convertirse en el paradigma del revolucionario, y dada la cantidad de información (de alguna forma mitificada) que existe sobre él, sus ideales pierden fuerza, se desvalorizan y se comercializa no solo su imagen, sino todo el concepto de lo que debería ser un revolucionario. El revolucionario o lo revolucionario se convierte en un producto, al grado de poder encontrar ropa de marcas reconocidas mundialmente con el rostro de Guevara, estrellas rojas o leyendas como "viva la revolución, abajo el capitalismo"; logra consolidarse al nivel de mito y así se convierte en el percutor de algunos de los movimientos estudiantiles en México. Las acciones del "Che" (sean trascendentes o no) dejan de ser relevantes, alguien que tiene la pretensión de ser revolucionario apela a un asunto de surte estético y deja de lado la relevancia política de actuar.

### Muralismo Mexicano

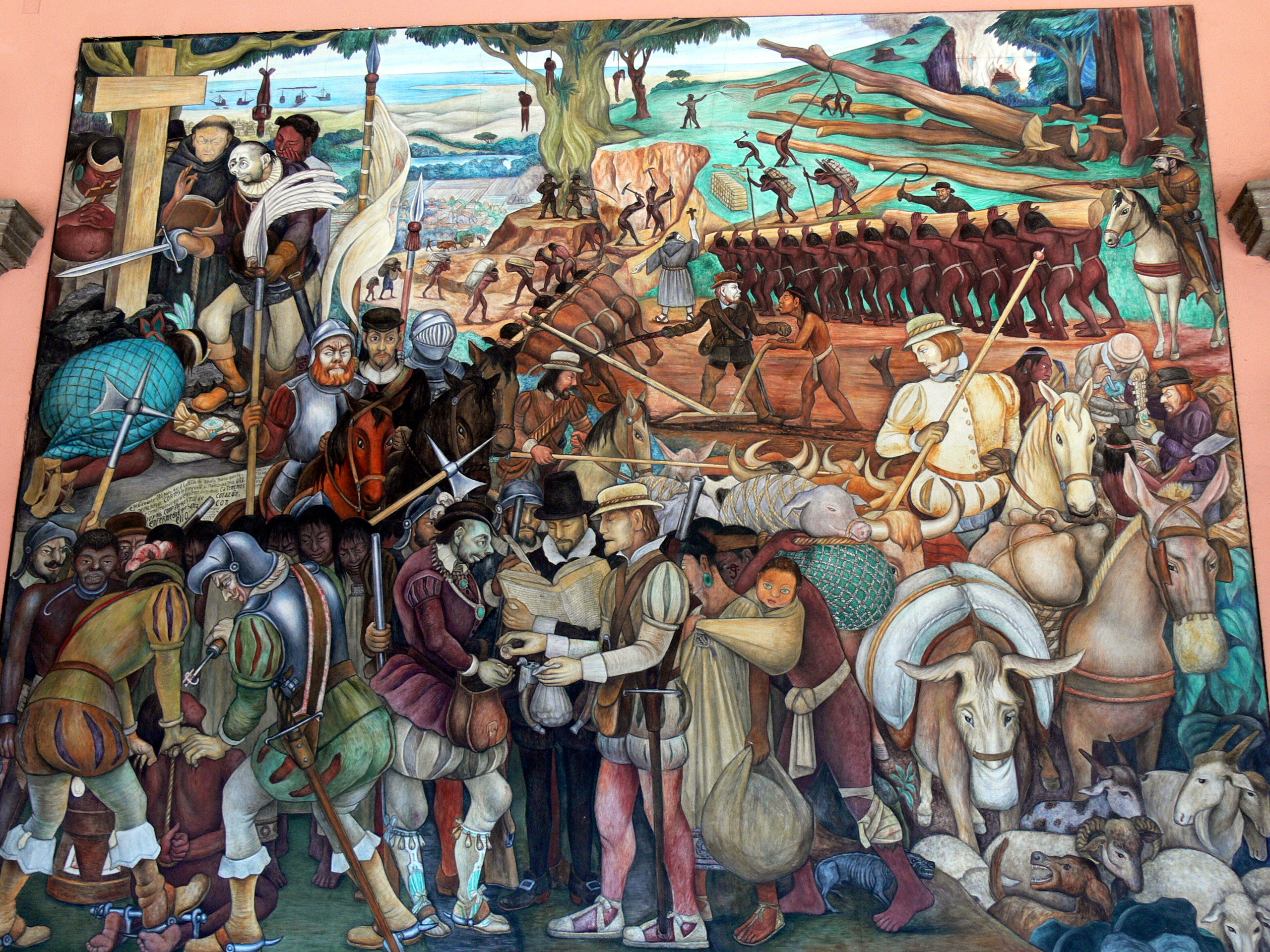

- El muralismo mexicano es un gran ejemplo de la estetización de la política, siendo un fundamento histórico de gran importancia para la actualidad nacional mexicana. Como parte del programa impulsado por José Vasconcelos, quien en los años veinte ocupaba el cargo de secretario de educación, teniendo así la responsabilidad de divulgar los bienes de la cultura y la educación a una población sumergida en la ignorancia y la pobreza, resultado de décadas de marginación porfirista y los años de lucha revolucionaria. Este contexto llevó a Vasconcelos a la práctica de un programa educativo que, entre otras medidas, contemplaba la educación de las masas por medio de ideas e imágenes en los muros públicos de ciertas instituciones.

De este modo, el muralismo conjunto el choque de dos mundos entre la cultura grecolatina y las culturas prehispánicas, dando origen a una nueva raza y por ende a una nueva cultura, que se encargarían plasmar los artistas en sus obras. La idea de Vasconcelos era que, México fuese redimido por su propia cultura por el reconocimiento de sí mismo, de sus orígenes, de su pasado y presente. Esta toma de conciencia abriría un camino, basado en el conocimiento del ser cultural y en la confianza de sí mismo.
La concepción de lo mexicano, que era esta nueva raza fruto del mestizaje, conduciría a la creación de una identidad nacional que generaría la unión de un país que se encontraba fragmentado después de la revolución. De esta manera lo mexicano se volvió el ser nacional, asumido como identidad que propicio un nacionalismo popular.

### Exposiciones
- Algunos tipos de exposiciones, entendido esto como un acto de convocatoria que se abre al público en general y en el que se exhiben diversas colecciones de alguna temática, pueden ser un claro ejemplo de estetización de la política. Para ser más específicos nos referiremos a dos ejemplos:SS-20 en exposición en el Museo de la Gran Guerra Patriótica, Kiev.

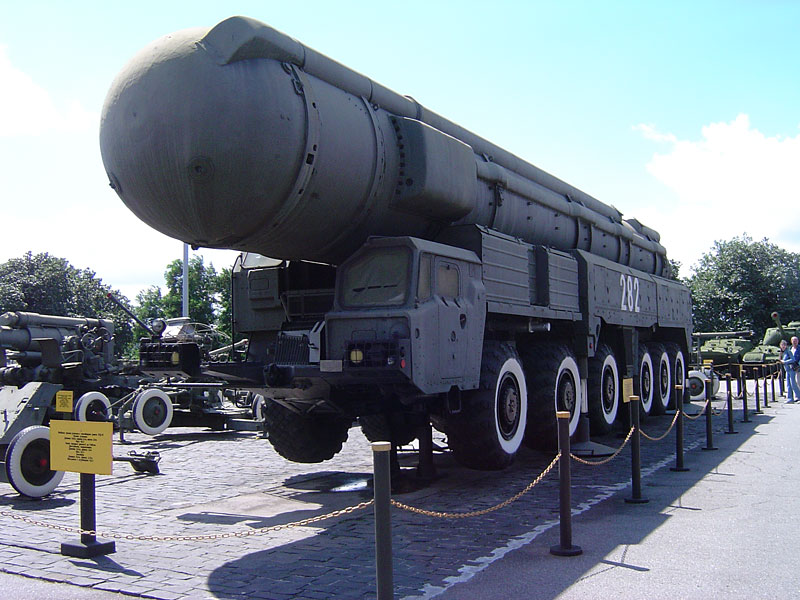
SS-20 en exposición en el Museo de la Gran Guerra Patriótica, Kiev.

El primero es sobre las muchas exposiciones que hay sobre armamentos, tecnología y estrategias militares. Este tipo de exposiciones son dirigidas a las propias fuerzas de cada uno de los gobiernos, pero también, al público en general bajo la propuesta de que el público se acerque a las fuerzas encargadas de guardar el orden y que se acerquen para conocer su trabajo. Más allá de estos motivos o de cualquier otro, es de notar para nuestro propósito que este tipo de exhibiciones crean alrededor de ellas una especie de aura, una especie de admiración del tremendo poder de que son portadoras tales fuerzas militares en sus tecnologías usadas en su armamento, sus estrategias, uniformes, etcétera; si entendemos la estetización de la política como aquella que busca rastros de culto allí donde no los hay, parece que este tipo de espectáculo lo logra, dejando de lado lo que en última instancia es, fríamente, formas de exterminio de posibilidades de la vida.
El segundo ejemplo que nos puede servir para ejemplificar aquí es la exposición del proyecto “Humanae” de Angélica Dass, este proyecto consiste en una serie de fotos de rostros humanos, de retratos, a través de los cuales se trata de captar la “esencia humana en sí misma” y superar cualquier clase de diferencia sea esta el color de la piel, las diferencias sociales, diferencias de dogmas, etcétera. Cuyo fin es situar a todos los individuos en términos igualitarios y mostrar que nuestras diferencias solo son sutiles. Sin embargo, ya mismo Benjamin menciona que con la aparición de la fotografía se comienza a eliminar cualquier síntoma de aura, no obstante, hay un último resquicio en el que se encuentra este valor y es ni más ni menos que las fotografías del rostro humano. Ello viene a colación, pues, el ejemplo citado pretende a través de estos retratos de diversos rostros mostrar algún tipo de esencia humana y en el que por cierto su consecuencia es mostrar que hay igualdad o al menos que estamos lejos de estar categorizados bajo diferencias tan tajantes como el de los colores de la piel, y respecto a esto, lo que Benjamin diría bajo el concepto de estetización de la política podría bien aplicarse a este proyecto y así cuestionarse si de algún modo se alcanza su objetivo, a decir, captar la esencia humana y la igualdad a que esta conlleva, ya que, en última instancia parece peligroso que una serie de imágenes se exhiban y hagan efectiva la igualdad mencionada. Sobre todo porque se trataría de hacer la igualdad a través de herramientas políticas que rebasen el simple espectáculo de la exhibición.

### Informática
- En cuanto a la informática, que toma relevancia en nuestros tiempos modernos, podemos apreciar los mecanismos que impiden que tomemos el poder sobre nuestra experiencia, en este caso, la digital. El software privativo, que no es otra cosa más que los programas que usamos todos los días diseñados por las empresas de software que todos conocemos, escritos en secreto, únicamente las empresas que los desarrollan tienen el derecho legal de revisar el código y mejorarlo de acuerdo a lo que ellos consideran que son nuestras necesidades como usuarios. Lo que puede generar muchos problemas a quienes cierto software no les satisfaga, pues aunque pagan por el, tienen prohibido modificarlo para que se ajuste a sus necesidades y lo único que les queda es esperar a que su problema sea de prioridad resolución para los desarrolladores legítimos según las leyes. El problema sobre los mecanismos que evitan una mejora en nuestra experiencia es evidente en este caso. Existe software libre, el cual está bien documentado y está abierto a los cambios que el mismo usuario quiera hacerle para adaptarlo y mejorarlo, pero es un hecho que la preferencia mundial entre los usuarios se inclina por el software privativo, más que nada porque a muchos se les ha limitado la experiencia al hacerles creer mediante los procesos educativos informáticos, que las soluciones del software privativo son las únicas que existen y que vale la pena aprender a usar.

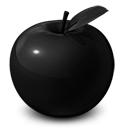
La manzana de la enajenación

### Tecnología mecanismo de control
- En la actualidad, estamos determinados por falsos valores de uso, los dispositivos que en apariencia tratan de hacer más fácil la vida ( dispositivos móviles y de almacenamiento masivo). Aunque Benjamin creía que los medios tecnológicos emanciparían a la humanidad, es evidente que aquella promesa ha quedado suspendida. Ya que el aparato técnico determina el funcionamiento de las relaciones sociales, funciona para satisfacer necesidades creadas y conservar el mismo sistema que las genera. La tecnología está constituyendo formas de control y cohesión social más efectivas y má placenteras, este mecanismo de control tiende hacer totalitario, pues se afirma y se extiende en las zonas del mundo menos desarrolladas creando una homogeneización cultural.

### Modelo educativo basado en competencias
- Consiste en estandarizar la educación con el propósito de formar individuos con las mismas capacidades y habilidades. Sistematizando los contenidos y la evaluación para la acreditación de estos. Haciendo abstracción de las determinaciones culturales, histórico-sociales igualando así las potencialidades, aptitudes, actitudes y conocimientos para poder ser funcionales en cualquier circunstancia. Este modelo tiene como base fundamental la hiper especialización, la cual tiene como única finalidad hacer individuos con conocimientos unilaterales, sin la capacidad de cuestionar su realidad y entenderla.

### Fútbol y política
La existencia de prácticas que arrastran el fervor de las masas no es una novedad, se apoyan en el ejemplo de la enorme influencia de los espectáculos donde se congrega a las comunidades a partir de aquello que llama la atención, elementos que han sido usados para distraer a las masas frente a las realidades geopolíticas y ejercer represiones a la acción política. Con la injerencia del apodado “Deporte Rey” en los diversos y numerosos círculos de la sociedad es indiscutible. La Copa Mundial de Fútbol paraliza a millones de individuos, situándolos frente al televisor, cerca de la radio, y, actualmente apoyados por las mejoras tecnológicas desde una computadora o un teléfono celular.
En el caso de esta competición orbital, en la que están inmersas 32 selecciones representativas de las diferentes naciones del planeta, en búsqueda del trofeo que acredite a una de ellas como “la mejor del mundo”, el fenómeno y toda la gama de elementos que lo rodean, dentro y fuera de las canchas, se acrecienta, porque del lenguaje de la competición deportiva se pasa a una sutil confrontación entre naciones, entre culturas, entre ideologías políticas y modos de practicar el fútbol. en esto consiste la fuerza de este espectáculo, que muchas veces resulta determinante en las posturas o visiones de ciertos individuos en sociedad.
Por otro lado la mercadotecnia sobre el fútbol. Es un auténtico negocio en cuyo mercado se mueve hoy en día más dinero que en ningún otro. Es el negocio que encierra millones de dólares, euros, tiene muchos beneficiados, desde los dueños de los equipos, dueños de los estadios, Televisoras, medios de comunicación, jugadores, patrocinadores. Según indica “ellitoral.com”, acerca de un informe de la consultora Deloitte & Touche revela que el fútbol es la 17a. economía del mundo con un volumen de negocios estimado en 500.000 millones de dólares anuales y con 240 millones de jugadores pertenecientes a 1,5 millones de equipos afiliados en forma directa o indirecta a la FIFA. Cabe resaltar el gran protagonismo que han adquirido los futbolistas ya que no solo hacen aparición en las canchas sino que su imagen se ve reflejada en perfumes, revistas de espectáculo y demás formas mediáticas. Todos estos elementos convierten este deporte en un rotundo éxito mediante un espectáculo de contemplación.

### Las marcas de ropa
Con la tecnología actual, se nos presenta la oportunidad de transformar y crear, nuestra propia indumentaria. Muestra de ello es el fácil acceso que tenemos a las telas, los accesorios, el estampado y los materiales para trazar cualquier prenda. Incluso la tecnología actual pone en nuestro umbral los aparatos para crear nuestras propias telas, claro ejemplo: son los telares. A pesar de esto, hoy en día incontables empresas de ropa abastecen nuestros guardarropas y adornan nuestras prendas con sus logotipos. Parecería que poco importan los trazos o los colores de las mismas con tal de que la marca sea muy visible. Creando una supuesta identidad en el individuo a partir del uso de cierta marca, haciendo alusión a un sentimiento falso de pertenencia y a un estatus económico-cultural.
Los argumentos en contra del consumo a estas empresas, que son la esclavización de sus trabajadores, incluso de niños, parecen importar poco a la hora de lucir una blusa ZARA, un vestido Tommy Hilfiger, unos zapatos-tenis Nike o una camiseta GAP.
Por eso las marcas de ropa, que suelen ser tan codiciadas y anheladas por gran parte de la población mundial (si esto no fuera así, estas transnacionales no tendrían tanto éxito económico) son un claro ejemplo de lo que Walter Benjamin llamó estetización de la política pues a pesar de que tenemos la posibilidad de crear y transformas los objetos, seguimos rindiéndoles culto: respetando las buenas prendas, de calidad y de buen gusto.

### Los libros digitales
Debemos reconocer que solo históricamente ha sido posible el desarrollo tecnológico. Habitualmente vivimos un mundo efectuado por medios automatizados que posibilitan otros modos de experiencia frente a un mismo hecho. Es decir, en el momento en el que pensamos cómo está conformada nuestra experiencia contemporánea, reconocemos que nuestras facultades y nuestros modos de percepción son distintos a los de hace 100 años. Gracias a ellos muchas situaciones imposibles, son realizables en cualquier espacio y en cualquier tiempo: es posible pensar en cualquier individuo leyendo en el transporte público, mientras camina, en los intersticios de sus días, por la madrugada, en Groenlandia, en África, mientras vuela, etcétera. Pues contamos con mecanismos que posibilitan trasladar (sin necesidad de cargar cada tomo) inmaterialmente y en muchos idiomas, una casi infinita colección de obras literarias.
Los libros digitales son versiones digitalizadas de cualquier texto. Son un ejemplo de estetización de la política porque atestiguan la destrucción del “aura” de cada obra ya que plantean la destrucción de la obra única y original; al ser siempre reemplazable por la copia, el original deja de tener la importancia central que antes jugaba, su autenticidad, su aquí y ahora, se van diluyendo. No importa tanto si materialmente posees o no el texto, sino el acceso al mismo.
Al multiplicar y multiplicar la obra, al ser llevada a cualquier parte, se ejecuta una modificación en las formas de transmisión del conocimiento, una ruptura con las formas de vida tradicionales, y una reelaboración de la relación entre lector-autor-obra, pues el supuesto respeto hacia la obra y hacia la figura del autor se diluye conjuntamente con la idea de la inalterabilidad del pasado. Para Benjamin, tal efecto no debe ser revisado con anhelo ni melancolía hacia el pasado sino como un nuevo espacio que posibilita cambiar y construir la experiencia del individuo.

### El ratón Mickey
Entre las funciones sociales del cine, se encuentra que éste permite al hombre hacerse una representación de su entorno. Cuya característica principal, señala Benjamin, es que algo puede ser producido una infinidad de veces, hasta llegar al resultado esperado. Gracias a la técnica fílmica (cuyo alcance es inmenso) es posible visualizar experiencias que antes de ella se encontraban fuera de nuestro campo normal de percepción. La misma civilización y su tecnificación conllevan peligrosas tensiones que pueden producir lo que en psicoanálisis se denomina "psicosis masiva", pero yace en la misma técnica puesta al servicio de las masa, la posibilidad de una "vacuna psíquica", esta es por medio de la creación de películas utilizando la cámara como constructora de experiencias visuales inconscientes en las que se representen fantasías sádicas o figuras del sueño colectivo de manera terapéutica, con la finalidad de evitar que se desarrollen de manera peligrosa entre las masas. Ejemplos de lo anterior los encuentra Benjamin en las películas grotescas americanas, y las películas de Disney, entre las cuales está la figura del ratón Mickey.

### Textos que determinan un ejercicio del cuerpo: Encíclicas Papales
Otro ejemplo en el que podemos pensar la relación entre estética y política son las Encíclicas.
El “reparto de lo sensible” (como espacio estético que supone la configuración de subjetividades específicas y si se modifican, distintas) al poder determinar quién puede hacer qué y en qué momento, configura un mundo para cada individuo.
Las Encíclicas Papales son cartas o circulares enviadas por los sumos Pontífices a sus obispos o fieles, con interés de tratar o aclarar su postura ante algún tema relativo a la doctrina católica. Es claro como la carta encíclica “Humanae Vitae”, al prohibir todo uso artificial para el control de la natalidad y proclamarse en contra el aborto, también está construyendo un espacio específico para un modo de ser “hombre”, un modo de ser “mujer”, un modo de la sexualidad, de la reproducción, de las formas de concepción, de los deseos, de los sentimiento, de lo posible y lo imposible para cada ser humano… el texto construye el “modo adecuado” y dentro del cual los individuos tienen un lugar, son visibles dentro de la comunidad.
Esta encíclica es un mecanismo policíaco en tanto que el esquema o el espacio está estipulado, es inflexible e inalterable, no puede ser revolucionado ni revolucionario, no acepta lo diferente, lo que no cabe en el esquema (por ejemplo, los cuerpos hermafroditas). Jerarquiza las capacidades o facultades que cada cuerpo debe desarrollar en afirmaciones como que si se hace uso prácticas anticonceptivas: "Podría también temerse que el hombre... acabase por perder el respeto a la mujer y, sin preocuparse más de su equilibrio físico y psicológico, llegase a considerarla como simple instrumento de goce egoístico y no como la compañera, respetada y amada",